# Lu Li
Lu Li (xinès: 陆莉)  (Changsha, 30 d'agost de 1976), és una ginmasta retirada xinesa que competia en proves de ginástica artística.
Lu va formar part de l'equip xinès que va disputar els Jocs Olímpics de Barcelona, el 1992.

## Carrera
Li va néixer a Changsha, Hunan, província al sud de la Xina. Els seus pares treballaven en una fàbrica de propietat estatal. La seva mare havia sigut gimnasta, el que va influir la filla a practicar aquest esport. L'abril de 1983, quan Lu Li tenia cinc anys, es va inscriure a l'escola esportiva de Hunan i, sota l'entrenament de l'entrenador Zhou Xiaolin, les seves habilitats de gimnàstica van millorar ràpidament. Més tard, va començar a entrenar formalment als 7 anys, però als primers dies gairebé va abandonar l'entrenament perquè l'escola esportiva estava lluny de casa.
L'octubre de 1985, Lu Li es va convertir en una de les primers estudiants de la promoció de l'escola esportiva provincial de Hunan.
El 1988, Lu Li va ser seleccionat formalment per a l'equip de gimnàstica de Hunan. A més, va guanyar 1 or, 1 plata i 2 de bronze a la competició nacional de gimnàstica júnior.
El 1989, als Segons Jocs Nacionals de la Joventut, Lu Li va guanyar el campionat de barres asimètrique amb els seus moviments originals.
El 1990 i el 1991, Lu Li va guanyar els bars desiguals femenins al Campionat Nacional de Gimnàstica Juvenil respectivament.
Desplaçant-se per un centre d'entrenament, va conquerir la vacant per a formar part de l'equip olímpic xinesa, que disputaria els Jocs Olímpics de Barcelona, el 1992.
En 1992, en el Mundial de París, va acabar en la quarta posició en les barres assimétricas. Anant Barcelona, l'equip va conquerir la quarta posició en la final. En el concurs general, només va acabar com a 34ª gimnasta. Classificada per a dues finals -barres asimètriques i barra d'equilibris-, va acabar amb la nota 10,0 en les barres; conquerint la medalla d'or, sent la primera persona a Hunan en guanyar l'or als Jocs Olímpics. En la barra, va ser medallista de plata, superada per la soviètica Tatiana Lysenko. Després de l'esdeveniment, per la insistència dels tècnics, Li va accedir a una entrevista, on va explicar que el seu desig era realment retirar-se. Sentint forts dolors en la seva cama, només va participar de la Copa Chunichi, en 1993, acabant en la setena posició general. En l'inici de 1994, va anunciar oficialment la seva retirada de la competició.
Inicialment, Li va graduar-se per la Universitat de Pequín, estudiant també fora del país. Continuant implicada amb la modalitat artística, va fer incomptables visites a les gimnastes de l'equip nacional, sent escollida en 1997, per a comandar la delegació que va disputar la Universiada de 1997, a Itàlia. En març de 2000, va començar a treballar en el Gold Star Gymnastics Academy a Mountain View, Califòrnia, als Estats Units. Actualment posseeix seu propi ginàs, anomenat All-Around Champion (AAC).